# Argumento do livre arbítrio
O argumento do livre arbítrio (também chamado de paradoxo do livre-arbítrio o ou fatalismo teológico) afirma que a onisciência e o livre arbítrio são incompatíveis e que qualquer concepção de Deus, que incorpora as duas propriedades é, portanto, inerentemente contraditória.

## Pessoa e seu livre-arbítrio

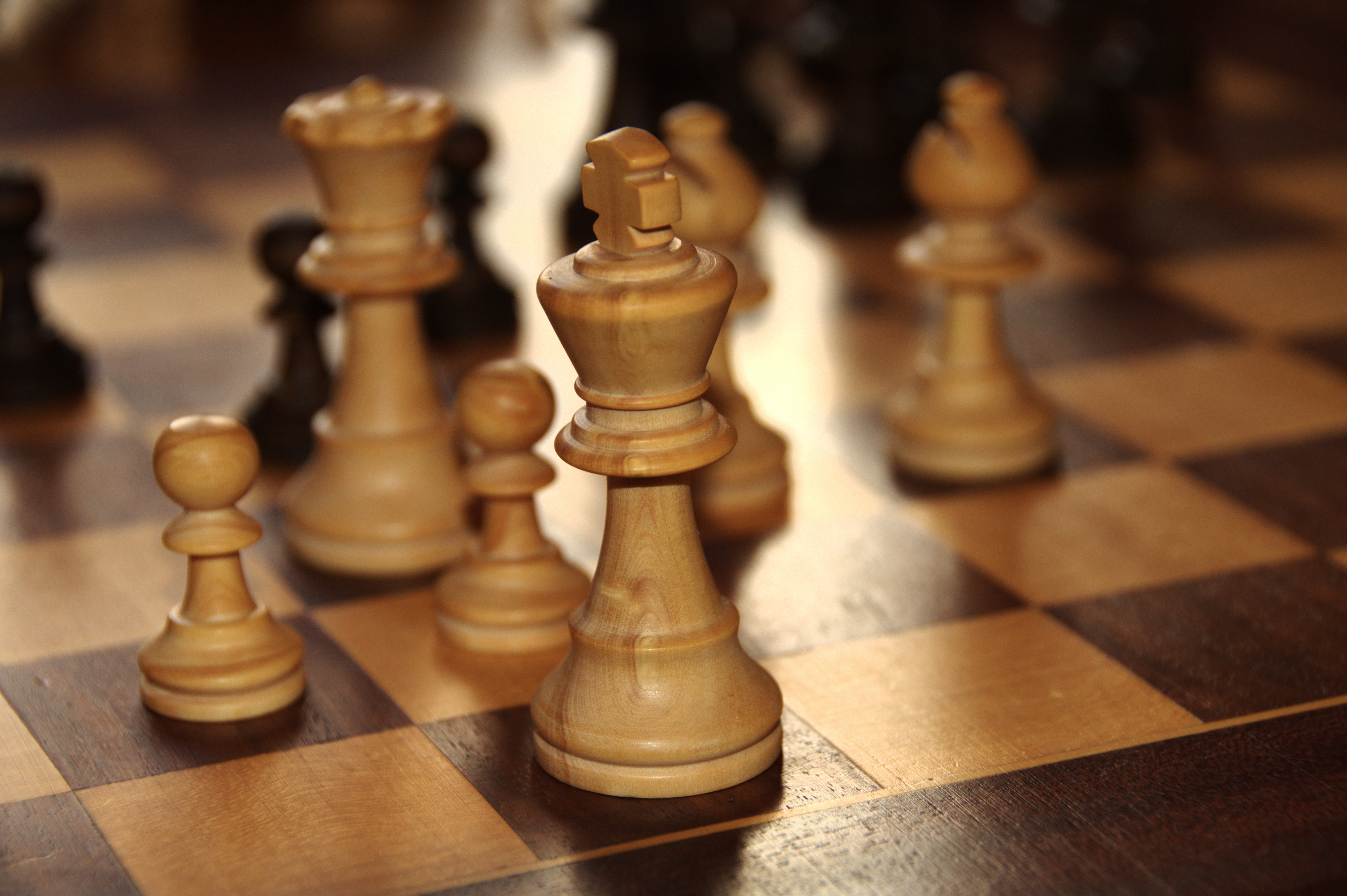
Se Deus fez o jogo, as regras e os jogadores, então como pode o jogador ser livre?

Alguns argumentos contra Deus tem o foco na suposta incoerência da humanidade possuir o livre-arbítrio. Esses argumentos estão profundamente preocupados com as implicações da predestinação. Maimônides formulou um argumento sobre o livre-arbítrio de uma pessoa, em termos tradicionais de ações boas e más, como segue:

"Deus sabe ou não se um determinado indivíduo vai ser bom ou ruim? Se dizes: 'Ele sabe', então segue-se necessariamente que o homem é compelido a agir como Deus já sabia de antemão como ele iria agir, caso contrário, o conhecimento de Deus seria imperfeito..."
Vários meios de conciliar a vontade onisciente de Deus com o livre arbítrio humano têm sido propostas:

### Reconceituando o livre arbítrio
- Deus pode saber com antecedência o que vou fazer, porque o livre arbítrio é para ser entendido apenas como a liberdade de coerção, e tudo o que for além disso é uma ilusão. Este é o movimento feito por filosofias compatibilistas.
- A soberania (autonomia) de Deus, existente dentro de um agente livre,[5] prevê fortes compulsões internas em direção a um curso de ação (chamada), e o poder de escolha (eleição).[6] As ações de um ser humano são, portanto, determinadas por uma ação humana sobre impulsos relativamente fortes ou fracos (ambos da parte de Deus e do ambiente ao seu redor) e seu próprio poder em relação à escolha.[7]
- Bhaktivedanta Swami Prabhupada afirmou que o homem não tem livre arbítrio limitado, ele pode decidir se quer ou não se render à vontade de Krishna. Todos os outros acontecimentos materiais e suas implicações são inconcebivelmente predestinados.
- Na literatura rabínica de Aquiba haveria uma contradição entre o poder de deus e o livre-arbítrio quando afirmou: "Tudo está previsto; e o livre-arbítrio concedido".[8][9]

### Reconceituando a onisciência
- O Molinismo argumenta que Deus pode saber com antecedência o que vou fazer, mesmo que o livre-arbítrio no sentido mais completo da frase não exista, porque Deus tem de alguma forma de contingentes de pleno conhecimento futuro - que é, o conhecimento de como os agentes agiriam livremente em quaisquer circunstâncias.[10]
- A onipotência de Deus inclui o poder de definir um limite para o que pode ser conhecido e, assim, seu próprio conhecimento. Além disso, Deus escolhe saber e predeterminar algumas coisas, mas não outras. Isto permite livre escolhas morais pela humanidade para as coisas que Deus escolheu não predestinar.[11]
- "Não é possível para Deus saber o resultado de uma livre escolha humana". Assim o resultados da escolha de um ser humano não está incluído na onisciência de Deus (aqui entendida como "o conhecimento de tudo o que pode ser conhecido") mais do que o suposto "conhecimento" de como um "círculo quadrado" seria. Os críticos afirmam que a onisciência deve incluir as escolhas que o ser humano vai fazer, ou então Deus não poderia saber nada após a primeira escolha humana já feita.
- Em linha com o Presentismo, Deus sabe tudo o que já aconteceu e o que está acontecendo, mas não pode saber o futuro, porque ele não existe. Porque não é possível saber algo que não existe, não saber o futuro não afeta a onisciência de Deus.